# Pfarrhaus (Meerfeld)

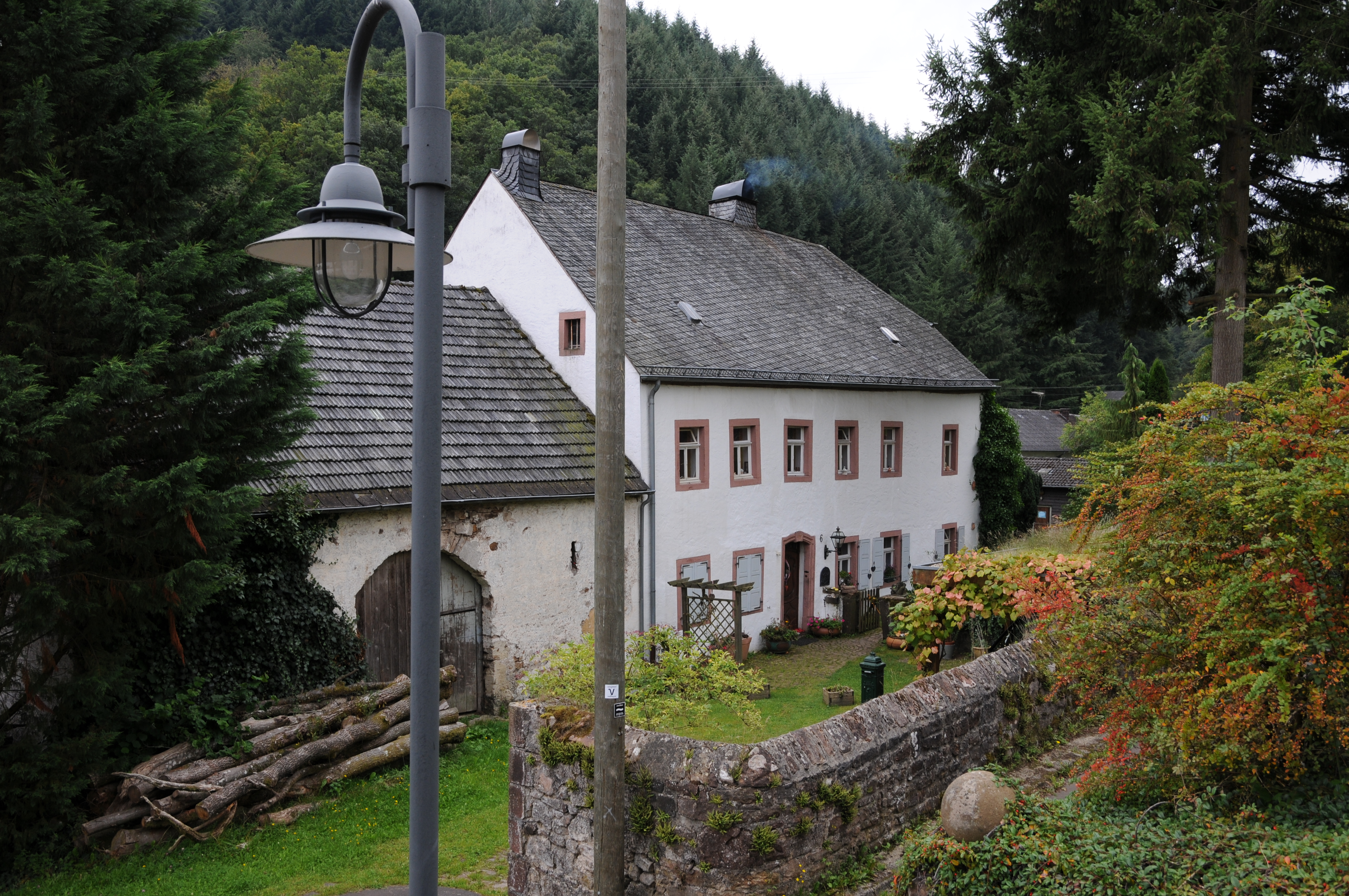
Ehemaliges Pfarrhaus in Meerfeld

Das katholische Pfarrhaus in Meerfeld, einer Ortsgemeinde im Landkreis Bernkastel-Wittlich in Rheinland-Pfalz, wurde 1807 errichtet. Das ehemalige Pfarrhaus am Vulkanweg 6, südlich der katholischen Pfarrkirche St. Johannes Enthauptung gelegen, ist ein geschütztes Kulturdenkmal.
Der zweigeschossige Putzbau mit sechs Fensterachsen bildet mit Scheune, Hoffläche und Bruchsteineinfriedung eine Gesamtanlage. Die Fenster und die Haustür sind mit Hausteineinfassungen versehen, wobei die Türumrahmung profiliert ist und eine Agraffe besitzt.